# Bornasco
Bornasco är en ort och kommun i provinsen Pavia i regionen Lombardiet i Italien. Kommunen hade 2 711 invånare (2018).